# Río Basa
El río Basa es un corto río de la provincia de Huesca (Aragón, España), afluente del Gállego por su margen izquierda.

## Geografía

### Nacimiento
Nace cerca del paraje conocido como Puerto de Fablo, entre los despoblados de Fablo y Espín, en uno de los barrancos de la Sierra de Portiello en la comarca natural Ballibasa, o valle del río Basa, a la que da nombre el río.